# Ig (Eslovênia)
Ig é um município da Eslovênia. A sede do município fica na localidade de mesmo nome.